# Wyndmoor
Wyndmoor es un lugar designado por el censo (en inglés, census-designated place, CDP) ubicado en el condado de Montgomery, Pensilvania, Estados Unidos. Según el censo de 2020, tiene una población de 5853 habitantes.

## Geografía
La localidad está ubicado en las coordenadas 40°5′8″N 75°11′39″O / 40.08556, -75.19417 (40.085619, -75.1941).

## Demografía
Según el censo de 2000, en ese momento los ingresos medios de los hogares de la localidad eran de $72,219 y los ingresos medios de las familias eran de $81,377. Los hombres tenían ingresos medios por $56,392 frente a los $47,292 que percibían las mujeres. Los ingresos per cápita para la localidad eran de $36,205. Alrededor del 2.3% de la población estaba por debajo del umbral de pobreza.
De acuerdo con la estimación 2017-2021 de la Oficina del Censo, los ingresos medios de los hogares de la localidad son de $122,500 y los ingresos medios de las familias son de $157,056. Los ingresos per cápita en los últimos doce meses, medidos en dólares de 2021, son de $63,175. Alrededor del 3.3% de la población estaba por debajo del umbral de pobreza.